# Arnold Damaschke
Arnold Damaschke (ur. 1915, data śmierci nieznana) – zbrodniarz nazistowski, członek załogi niemieckiego obozu koncentracyjnego Mauthausen-Gusen i SS-Oberscharführer.
W 1938 rozpoczął służbę w kompleksie obozowym Mauthausen. Początkowo był członkiem sztabu komendantury w obozie głównym. W kwietniu 1942 przydzielono go do komanda zajmującego się egzekucją więźniów. Damaschke brał wówczas udział w morderstwach dokonywanych na więźniach narodowości polskiej, jugosłowiańskiej, francuskiej i czeskiej. W listopadzie 1942 skierowano go do podobozu Gusen I, gdzie sprawował funkcję Rapportführera do lutego 1943. Tu z kolei brał udział w zagazowaniu około 160 jeńców radzieckich w bloku 16 (gdzie dezynfekowano odzież więźniów). W grudniu 1942 uczestniczył w tzw. Totbadeaktionen i zmuszał więźniów do stania całymi godzinami na placu apelowym, na skutek czego wielu zmarło z wyziębienia.
Został za swoje zbrodnie w procesie US vs. Arnold Damaschke w dniu 22 kwietnia 1947 przez amerykański Trybunał Wojskowy w Dachau. Wymierzono mu karę śmierci przez powieszenie. W wyniku rewizji wyrok unieważniono w dniu 19 sierpnia 1947 ze względu na błędy proceduralne.